# 布莱斯·帕斯卡
布莱兹‧帕斯卡（法語：Blaise Pascal；1623年6月19日—1662年8月19日），法国神學家、哲学家、数学家、物理学家、化學家、音樂家、教育家、氣象學家。帕斯卡早期进行自然和应用科学的研究，对机械计算器的制造和流体的研究作出重要贡献，扩展托里切利的工作，澄清了压强和真空的概念。帕斯卡还有力地为科学方法辩护。数学上，帕斯卡促成了两个重要的新研究领域。他16岁写出一篇题为射影几何的论文，1654年开始与皮埃尔·德·费马通信，討論概率论，深刻影响了现代经济学和社会科学的发展。
1654年末一次信仰上的神秘经历后，他离开数学和物理学，专注于沉思和神学与哲学写作。他是堅定的楊森教派信徒，人文思想大受蒙田影響。宗教論戰之作《致外省人书》（Lettres provinciales）被奉為法文寫作的典範，身後其筆記本被編為《思想錄》。

## 早期的生活和教育
帕斯卡出生於克萊蒙費朗，三歲喪母。他的父親艾蒂安·帕斯卡（1588–1651），在科學和數學上有著很大的興趣，是一名羅勃貴族和當地法官。帕斯卡有2名姊妹，妹妹叫杰奎琳，姊姊叫洁柏特。1631年，在他的妻子死亡五年後，艾蒂安和他的孩子們搬到了巴黎。這個新抵達的家庭馬上就聘請了一位女傭，露易絲‧迪佛特，而她最後並成為了這家庭重要的一位成員。艾蒂安從未再娶，由於他的孩子們都展現出傑出的智慧，所以他決定他將要獨自教育他們，尤其是展现出數學和科學上驚人的天份的兒子布莱兹‧帕斯卡。
在他11歲那年，他創作了一篇有關於身體振動發出聲音的論文，然後艾蒂安便在他兒子15歲前禁止他繼續追求數學知識，以免他荒廢拉丁語和希臘文的學習。不過有一天，艾蒂安發現布莱兹（12歲）正用一塊木炭在牆壁上寫一項獨立證明，即三角形的角度總和會等於兩個直角相加即180度。從那時起，這個男孩便被允許學習歐幾里得幾何學，以及在默桑神父修道院旁聽一些歐洲傑出的數學家和科學家，例如羅貝瓦爾、吉拉德·笛沙格、邁多治、伽桑狄，和笛卡尔。
吉拉德·笛沙格的一份關於圓錐曲線的作品尤其让帕斯卡感興趣，根据德扎格的思想，16歲的帕斯卡寫了一篇被稱作神祕六边形的短篇論文，Essai pour les coniques（圓錐曲線專論），作為證明的方法，然後将這份他第一次認真創作的數學作品寄到巴黎的马兰·梅森神父，这至今仍被廣為稱作“帕斯卡定理”。它描述了一个圓錐曲线的内接六边形的三对对边延长线的交点共线，又称帕斯卡線。帕斯卡的作品過於早熟，以至于笛卡尔看了他的手稿後，拒絕相信這是小帕斯卡所寫的。當梅森神父保证這份作品為小帕斯卡所寫时，笛卡尔嗤之以鼻，说：「我不觉得他给出的关于圆锥的证明比早先的方法更合适这件事有什么奇怪的。」并说：「但关于这份主题的其他东西可以推荐，因为这几乎不会发生在一个16岁的少年身上。」
在當時的法國，辦公室和職位是可以買賣的。1631年時，艾蒂安用65,665里弗（livres）賣出了他在間接稅法院副總裁的職位。這筆錢被投資在政府基金，如果不浪費的話，必定會成為一筆豐厚的收入而能讓帕斯卡家族可以搬到巴黎並好好享受那裏的生活。但在1638年，黎塞留急需錢來供應三十年戰爭的開銷，拖欠了政府基金的發放，于是艾蒂安·帕斯卡的財產一下子從將近66000里弗降到少於7300里弗。就像許多人一樣，因為反对黎塞留的稅務政策，艾蒂安被迫逃離巴黎，留下他三個孩子給邻居珊卡特女士照顧。她是一位有著壞名聲的美女，據說擁有全法國最奢華的啟蒙沙龍。艾蒂安一直到杰奎琳在一場黎塞留有出席的兒童戲劇表演中表現出眾才被赦免。在當時艾蒂安也重獲樞機主教的青睞，並在1639年時，被指派為國王的稅務專員，前往一個因革命而稅制陷入極端混亂的城市—魯昂。

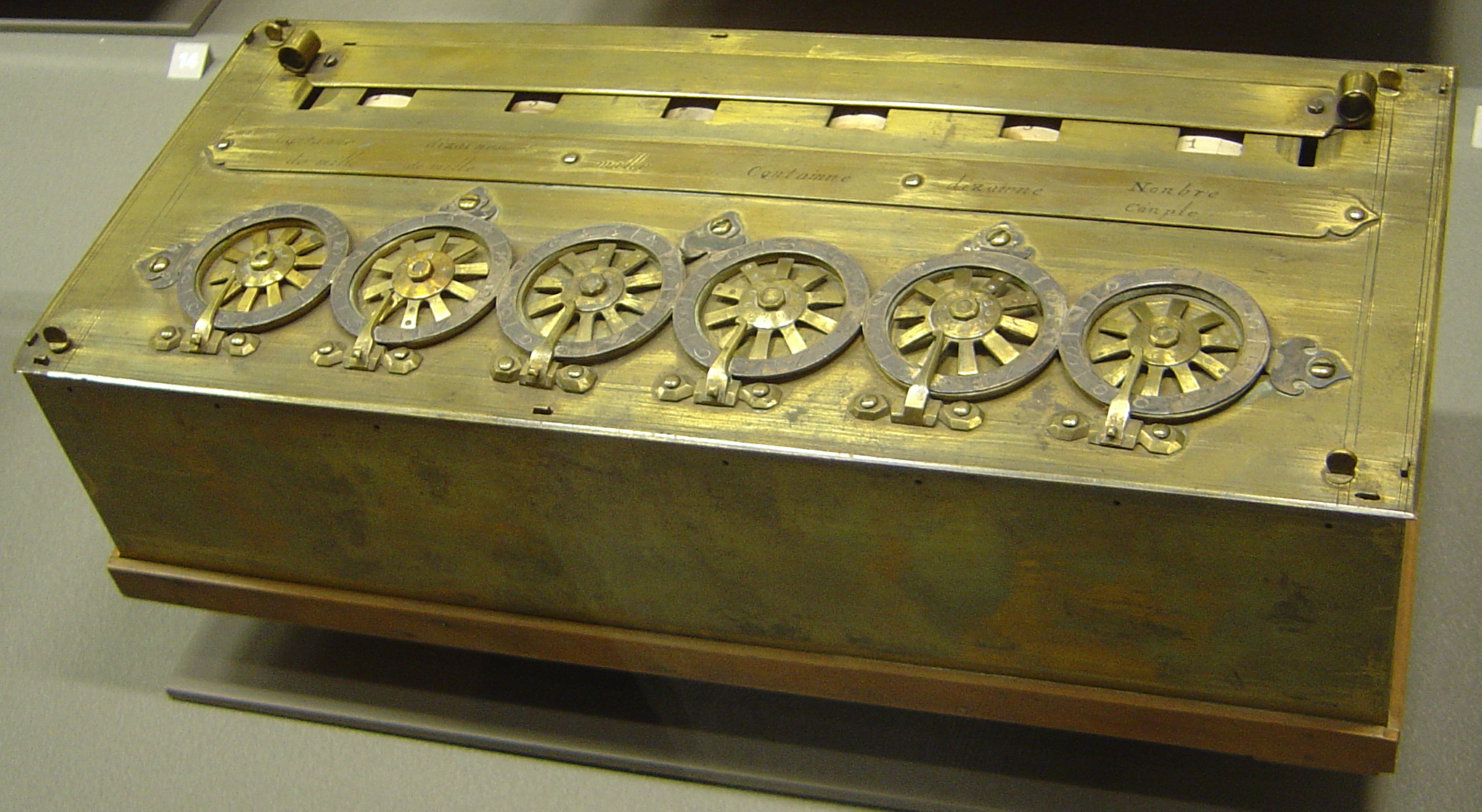
帕斯卡设计的计算器

1642年，為了減輕他父親無止盡地、重複地計算稅務的收支負擔，未滿19歲的帕斯卡努力地製造出一台可以運行加減的計算器，稱為帕斯卡計算器。而在工藝博物館和德國德累斯頓的茨溫格博物館，展示著他原創的兩台計算器。雖然這些機械後來成為早期電腦工程的先驅，但在當時並沒有造成很大的商業成功。因為它實在是太過昂貴以致於變得比較像是件玩具，和非常有錢的法國或歐洲人展示地位的象徵。然而帕斯卡在下個十年仍然不斷的精進他的設計，並且總共做了20台這樣的機器。

## 对数学的贡献

帕斯卡三角

帕斯卡的一生都在影响数学研究。他在1653年的《论算术三角》中描述了一个二项式系数的表格表示，表中的每个数都等于其肩上的两个数的和，现在被称作帕斯卡三角。
在1654年，在一个热衷于赌博问题的朋友的影响下，他和费马通信讨论，并因此诞生了数学理论概率论。这个朋友的具体问题是：基于赢得赌局的概率，两个提前结束游戏的玩家如何在给定现在赌局的情形下公平的分赌注。期望的概念在这一讨论中提出。费马和帕斯卡完成的分析和概率的工作给莱布尼茨提出无穷小微积分奠定了基础。1654年后受宗教经历影响，帕斯卡几乎放弃了数学工作。

## 去世
1662年，帕斯卡病情加重，情緒狀況也因前幾年姐姐的死惡化了許多。帕斯卡注意到自己即將逝去，便尋求醫院來解決他的不治之症，但卻被他的醫生拒絕了，原因是他的狀況實在是太不穩定以致於難以照顧。1662年8月18日的巴黎，帕斯卡開始抽搐且進入了臨終。1662年8月19日清晨，帕斯卡去世，埋在圣艾蒂安教堂的墳墓裡。
一份屍檢報告指出，帕斯卡的胃及其他腹部器官都有著很嚴重的問題，腦部也有受損。然而，造成這種狀況的原因仍然無法確定，雖然推測可能是肺結核或胃癌，也有可能是兩者共同導致。而時常折磨着帕斯卡的頭痛則一般被歸因於腦的病變。

## 作品
- 《圓錐曲線專論》（1639）
- 《關於真空的新實驗》（1647）
- 《算數三角形》（1653）
- 《致外省人书》（1656-57）
- 《幾何的精神》（1657或1658）
- 《寫在簽名的形式》（1661）
- 《思想錄》（未完成即死亡）
- 《人類幸福》

## 紀念
- 國際單位制中的壓力單位帕斯卡（Pa）以他的名字命名。
- 一种结构化计算机编程语言帕斯卡语言为纪念他而命名。
- 在法國，年度傑出獎頒給布莱兹‧帕斯卡‧查爾斯全國傑出科學家獎以進行他們在法蘭西島的研究。
- 一座位於法国克萊蒙費朗的大學，以帕斯卡的名字命名為布莱兹‧帕斯卡大學。
- 加拿大安大略省的滑鐵盧大學每年都會舉辦一場以他命名的數學競賽。帕斯卡競賽開放給世界上每一位年齡在15歲或9年級以下的學生參加。
- 羅伯托·羅塞里尼导演了一部傳記式的電影（標題為布莱兹‧帕斯卡），在1971在意大利開始播送。
- 帕斯卡在1984年BBC Two第一版的紀錄片《海洋的真相》裡成為主題，由克匹特饰演。
- NVIDIA在2016年推出的NVIDIA GeForce 10系列的架構使用帕斯卡命名。